# 頭份石觀音寺
24°42′09″N 120°55′35″E / 24.702481°N 120.926330°E
頭份石觀音寺，是位於臺灣苗栗縣頭份市興隆里的觀音寺，以泉水知名。

## 沿革

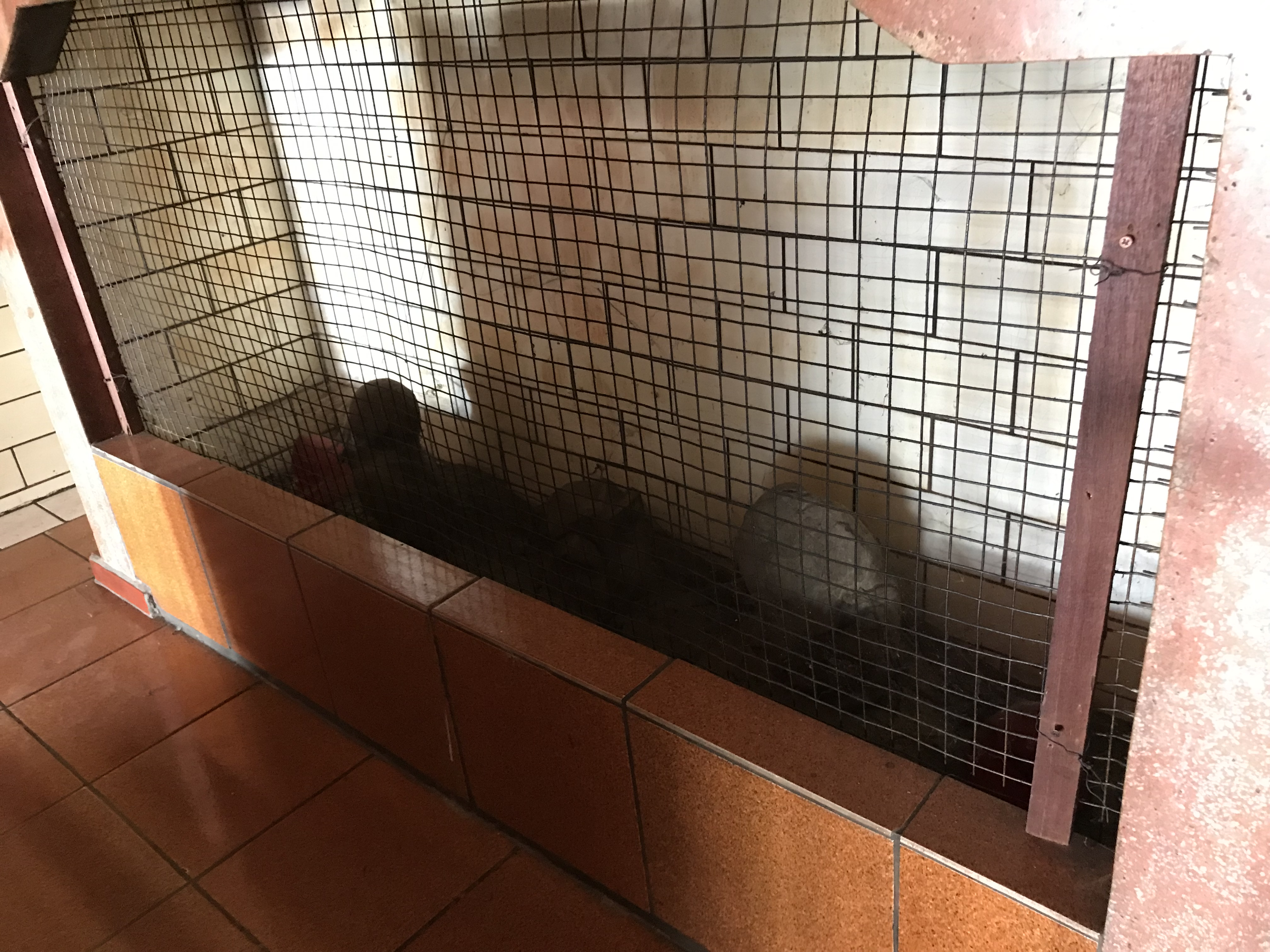
三顆石頭

清治時期，在南坑地區耕作的農民張永財發現田裡有三顆怪石，丟到田埂後不久又出現在田裡，他認為有神蹟，便決定蓋一座小屋供奉這些石頭。後來有居民向這三顆石頭祈求農事順利大豐收，眾人便尋找一塊土地建廟。1988年在現址改建時，蓋廟期間有信徒說夢到觀音，信徒便捐資刻了觀音神像供奉，神桌下方則供奉原本三顆石頭。

## 祭祀
地方相傳家中有孩童不好管教、不愛讀書，只要帶鮮花素果到此當觀音的契子，回去後就會變得乖巧。大考期間，也會有家長帶孩子到宮內祈求孩子考試順利。

## 泉水
此廟後方有口水井，林和明在自家的農田因開闢中山高被徵收後，他便架設簡易濾水設備，將水引到廟內供信徒使用，沒想到泉水純淨、甘甜，吸引許多人裝水回家，名氣就這樣傳出去。頭份鎮公所原本每天都派專人來此取水，直到設置逆滲透設備後，才未繼續取水。
1995年報導時，此廟興隆里附近十一、十六、十七、十八鄰約五百戶都尚未裝自來水管線。因鄰近地區有居民天天來提水，廟內十六公噸蓄水池有時還不夠用，在九二一大地震後廟方增設四處取水口，以方便民眾取水。鎮公所也補助部分經費改善取水設備。林和明表示，山泉水及取水設備都是免費供民眾取用，但希望民眾飲水思源，前來取水不要任意破壞環境及妨害安寧造成困擾。

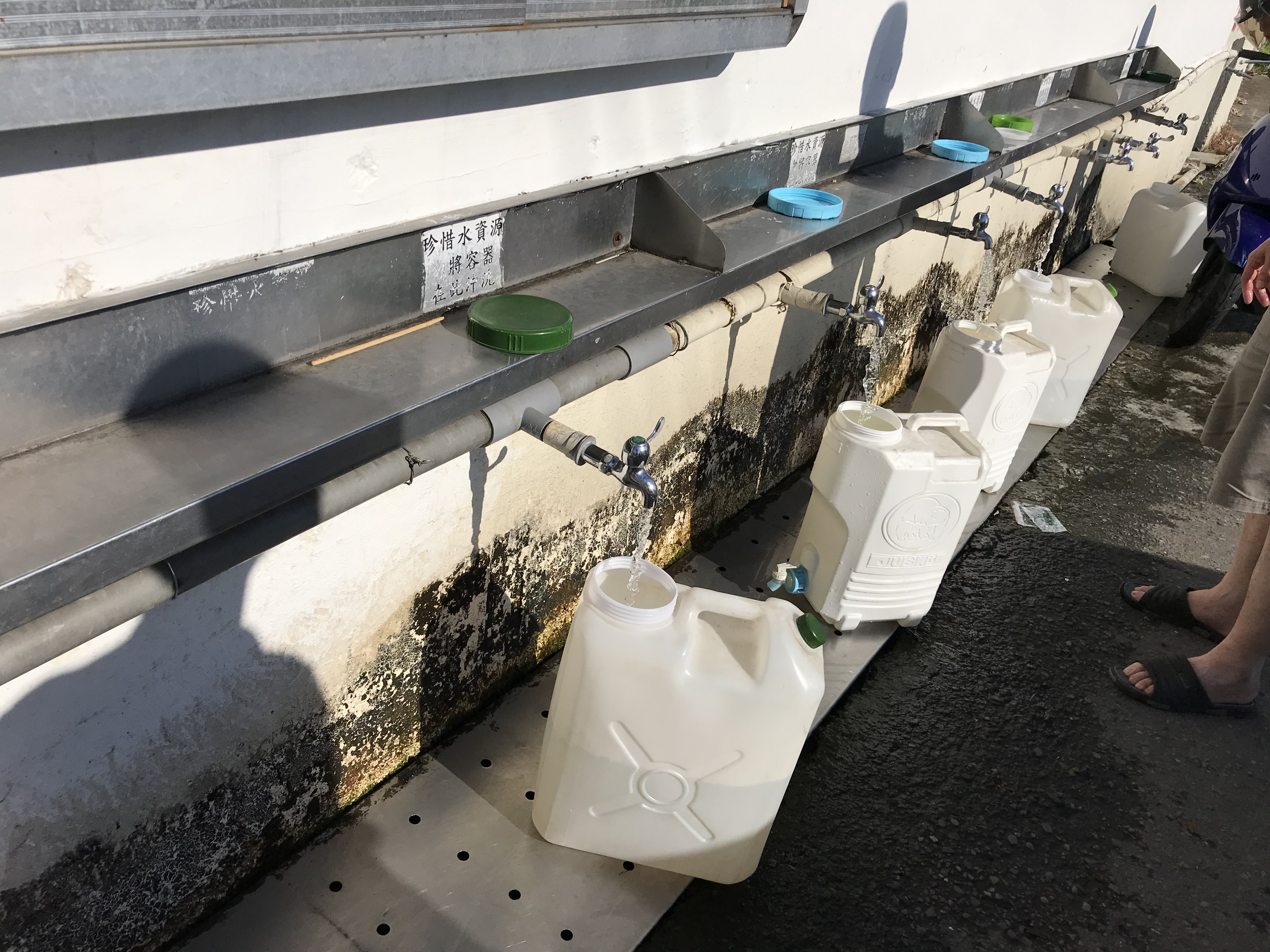
取水設備

苗栗縣環保局會定期抽驗此地水質，但廟方還是建議民眾應煮沸後再飲用。2010年8月17日，苗栗縣政府公布此處泉水採樣，包括大腸桿菌群、色度、氯鹽、亞硝酸鹽氮、硝酸鹽氮、硫酸鹽、氨氮、化學需氧量等項目，結果符合標準。